# Khamaria
Khamaria è una suddivisione dell'India, classificata come nagar panchayat, di 23.521 abitanti, situata nel distretto di Sant Ravidas Nagar, nello stato federato dell'Uttar Pradesh. 